# Petar Aranitović
Petar Aranitović (in serbo Петар Аранитовић?; Belgrado, 20 settembre 1994) è un cestista serbo; ha un fratello minore, Aleksandar, anch'egli cestista.

## Palmarès
- Campionato serbo: 1

Partizan Belgrado: 2013-14